# 生态工业园
生态工业园区是一种新兴的工业建设和发展方式。

## 定义
生态工业园区是依据循环经济理念。工业生态学原理和清洁生产要求建立起来的一种新型工业园区，是在区域层面上实现产业生态学目标的一种形式。
分类：
a）行业类生态工业园区
指以某一类工业行业的一个或几个企业为核心，通过物质和能量的集成，在更多同类企业或相关行业企业间建立共生关系而形成的生态工业园区。
b）综合类生态工业园区
主要指在高新技术产业开发区、经济技术开发区等工业园区基础上改造而成的生态工业园区。
c）静脉产业类生态工业园区
指以从事静脉产业生产的企业为主体建设的工业园区。静脉产业是以保障环境安全为前提，以节约资源、保护环境为目的，运用先进的技术，将生产和消费过程中产生的废物转化为可重新利用的资源和产品，实现各类废物的再利用和资源化的产业，包括废物转化为再生资源及将再生资源加工为产品两个过程。

## 理论基础
- 生态工业学
- 循环经济